# Microsoft Lumia 640

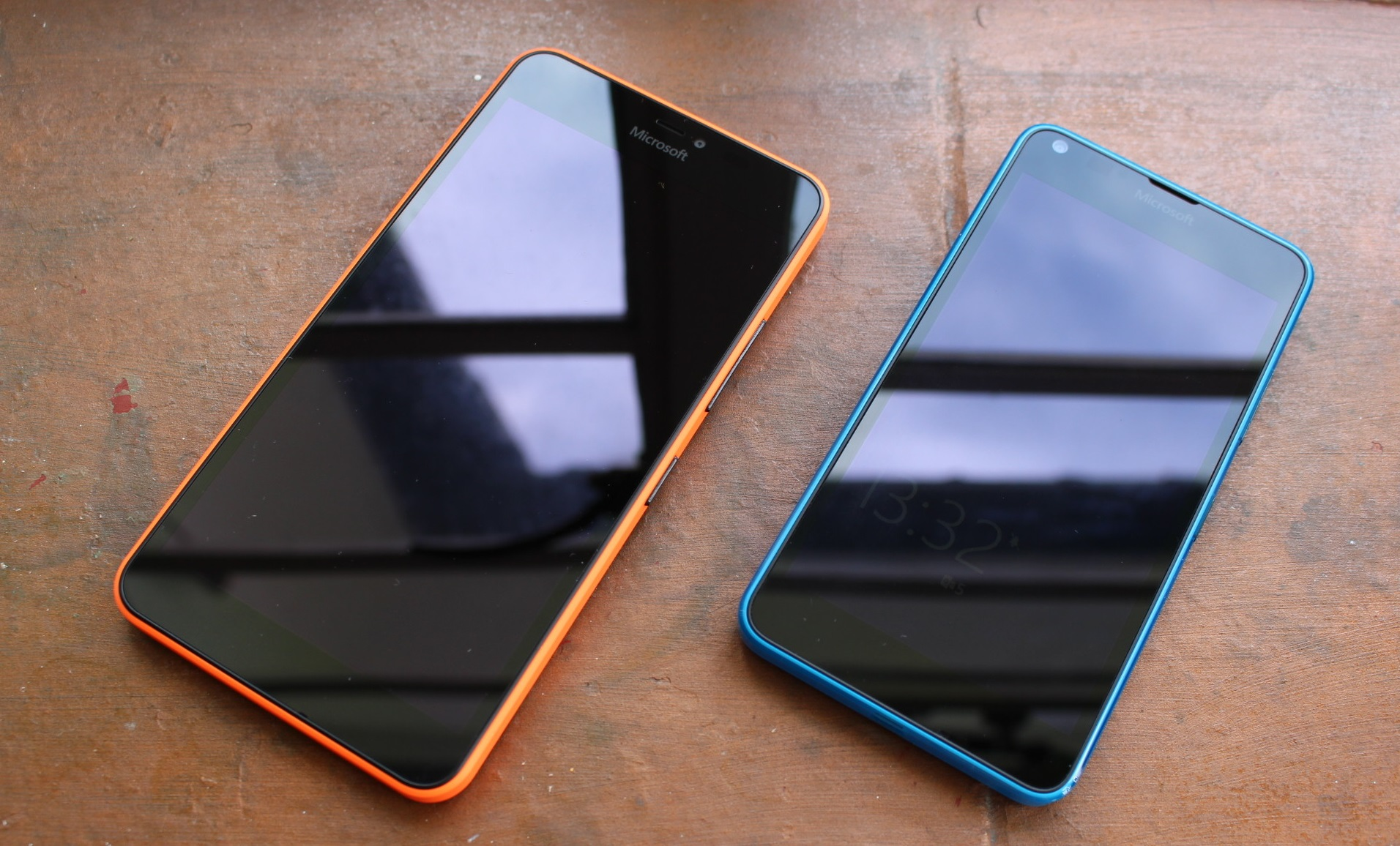
Microsoft Lumia 640 и Lumia 640 XL

Microsoft Lumia 640 и Microsoft Lumia 640 XL - это смартфоны на базе Windows Phone, разработанные компанией Microsoft Mobile. Оба телефона были анонсированы 2 марта 2015 года и являются преемниками серии Nokia Lumia 630 и Lumia 1320 соответственно. Телефоны в первую очередь предназначены для развивающихся рынков, хотя они также доступны на развитых рынках как более дешевые варианты по сравнению с другими телефонами в своих классах. Эти два устройства стали доступны в США и на большинстве других рынков в июне 2015 года.
15 февраля 2016 года Microsoft анонсировала Lumia 650, преемника Lumia 640, с такими улучшениями, как шифрование устройства, AMOLED-дисплей и 16 ГБ флэш-памяти.
18 октября 2017 года компания Microsoft подтвердила, что телефон не будет получать больше основных обновлений Windows, но он по-прежнему будет получать обновления безопасности и накопительные обновления, пока не закончится жизненный цикл поддержки Windows 10.

## Выпуск и доступность
Lumia 640 и 640 XL были представлены на мероприятии Microsoft на Всемирном мобильном конгрессе в Барселоне, Испания, 2 марта 2015 года.
Цена Lumia 640 LTE в США начинается от 179,99 долларов США, а цена Lumia 640 XL LTE (эксклюзивно для AT&T в стране) составляет 249,99 долларов США.
Оба телефона доступны в версии Dual-SIM и LTE по всему миру с апреля 2015 года.
В некоторых странах действует акция, в рамках которой при покупке Lumia 640 и 640 XL предоставляется карта памяти SD объемом 16 или 32 ГБ.

## Аппаратное обеспечение
Несмотря на схожие названия и коды моделей, Microsoft Lumia 640 и Microsoft Lumia 640 XL - это разные устройства, как по форме, так и по функциям.
Lumia 640 оснащён 5-дюймовым HD IPS LCD дисплеем с защитным стеклом Corning Gorilla Glass 3 и олеофобным (устойчивым к отпечаткам пальцев) покрытием. Он оснащен четырёхъядерным процессором Qualcomm Snapdragon 400 с частотой 1,2 ГГц, 1 ГБ оперативной памяти и 8 ГБ (доступно только 3 ГБ) внутренней памяти с возможностью расширения до 128 ГБ с помощью карт microSD. Он оснащён литий-ионным аккумулятором ёмкостью 2500 мАч, 8 МП задней камерой со светодиодной вспышкой и 0,9 МП широкоугольной фронтальной камерой. Он доступен в глянцевом голубом, оранжевом и белом цветах, а также в чёрном матовом цвете.
Microsoft Lumia 640 XL - это более крупная, "фаблетная" версия Lumia 640, с 5,7-дюймовым HD IPS LCD дисплеем. Модель 640 XL оснащена тем же основным оборудованием и сетевыми возможностями, что и Lumia 640, но имеет разработанную Carl Zeiss заднюю камеру 13 МП (1/3,0″ сенсор) со светодиодной вспышкой, а также широкоугольную фронтальную камеру 5 МП. Он оснащён литий-ионным аккумулятором ёмкостью 3000 мАч и доступен в матовых цветах: голубом, оранжевом и чёрном, а также в глянцевом и матовом белом.

## Программное обеспечение
Lumia 640 и Lumia 640 XL поставляются с Windows Phone 8.1 Update 2 (через пакет программного обеспечения Lumia Denim), и оба телефона могут быть обновлены до Windows 10 Mobile версии 1703. Первоначально в США Lumia 640 и 640 XL предлагались с бесплатной годовой подпиской на Microsoft Office 365.

## Операторы

### Австралия
- Telstra (Lumia 640 и 640 XL)[3]

### Соединённые Штаты
- AT&T (Lumia 640 и 640 XL)
- Cricket Wireless (только Lumia 640)
- MetroPCS (только Lumia 640)
- T-Mobile (только Lumia 640)

## Модели

### Модели Lumia 640 XL
|                          | RM-1062           | RM-1063                   | RM-1064           | RM-1065         | RM-1066          | RM-1067        | RM-1096         |
| ------------------------ | ----------------- | ------------------------- | ----------------- | --------------- | ---------------- | -------------- | --------------- |
| Поддерживаемые диапазоны |                   |                           |                   |                 |                  |                |                 |
| Поддержка SIM-карт       | Одиночная SIM LTE | Одиночная SIM LTE         | Одиночная SIM LTE | Двойная SIM LTE | Одиночная SIM 3G | Двойная SIM 3G | Двойная SIM LTE |
| Регионы                  | Европа            | Соединённые Штаты Америки | Глобальный        | Глобальный      | Европа           | Европа         | Китай           |

### Модели Lumia 640
|                          | RM-1072           | RM-1073           | RM-1074           | RM-1075         | RM-1076          | RM-1077        | RM-1113         |
| ------------------------ | ----------------- | ----------------- | ----------------- | --------------- | ---------------- | -------------- | --------------- |
| Поддерживаемые диапазоны |                   |                   |                   |                 |                  |                |                 |
| Поддержка SIM-карт       | Одиночная SIM LTE | Одиночная SIM LTE | Одиночная SIM LTE | Двойная SIM LTE | Одиночная SIM 3G | Двойная SIM 3G | Двойная SIM LTE |
| Регионы                  | Europe            | United States     | Global            | Global          |                  |                |                 |